# Erich von Falkenhayn
Erich Georg Alexander Sebastien von Falkenhayn (ur. 11 września 1861 w Białochowie, zm. 8 kwietnia 1922 w Poczdamie) – pruski generał piechoty. W latach 1914–1916 szef sztabu generalnego i naczelny dowódca armii niemieckiej. Turecki marszałek armii. Odznaczony orderem Pour le Mérite z Liściem Dębu.

## Życiorys
W dniu 17 kwietnia 1880 roku został mianowany porucznikiem. W tym samym roku ukończył Korpus kadetów. Stacjonował w 91 Oldenburskim Pułku Piechoty. W 1890 roku został przydzielony do pruskiego sztabu generalnego. W marcu 1893 roku otrzymał stopień kapitana.  W latach 1896–1903 był instruktorem armii chińskiej oraz attaché wojskowym. Został awansowany do stopnia majora w marcu 1899 roku. Jednocześnie został mianowany szefem sztabu Sił Ekspedycyjnych odpowiedzialnych za wyzwolenie ambasad w Pekinie podczas powstania bokserów. Od 1903 roku stacjonował w 92 Pułku Piechoty. Został awansowany do stopnia podpułkownika we wrześniu 1905 roku. Otrzymał stopień pułkownika w maju 1908 roku. Został mianowany szefem sekcji Wielkiego Sztabu Generalnego. W późniejszym okresie był oficerem sztabowym XV Korpusu Armii w Strasburgu. W dniu 22 kwietnia 1912 roku otrzymał stopień generała majora. Natomiast 7 lipca 1913 roku został mianowany ministrem wojny w stopniu generała porucznika
We wrześniu 1914 roku Helmuth von Moltke został przez cesarza zdymisjonowany z funkcji szefa sztabu generalnego. Wówczas Falkenhayna mianowano na to stanowisko. 
W dniu 20 stycznia 1915 roku został odwołany ze stanowiska ministra wojny. Uznając front zachodni za najważniejszy, nowy wódz naczelny podjął wkrótce kolejną próbę rozstrzygnięcia wojny na Zachodzie, usiłując odciąć Anglików i Francuzów od dostępu do morza („wyścig ku morzu”). Próba ta nie powiodła się, więc Falkenhayn przyjął strategię powstrzymywania przeciwnika na froncie zachodnim i prowadzenia aktywnych działań na innych frontach, głównie na wschodnim, przez co zamierzał zmusić Rosję do przyjęcia odrębnego pokoju. W 1915 przygotował zwycięskie ofensywy na froncie wschodnim oraz doprowadził do zajęcia Serbii. Znalazł się jednak w konflikcie z naczelnym dowództwem amii niemieckiej na froncie wschodnim – feldmarszałkiem Hindenburgiem i gen. Ludendorffem, ponieważ sprzeciwiał się skierowaniu całego wysiłku przeciw Rosji. Nie wierzył bowiem w możliwość odniesienia pełnego zwycięstwa nad tym państwem i obawiał się osłabienia frontu zachodniego. Oczekując na rozstrzygnięcie polityczne z Rosją, zdecydował się osłabić aliantów zachodnich: poprzez ataki okrętów podwodnych na żeglugę angielską oraz przez „wykrwawienie” armii francuskiej. Temu drugiemu celowi służyła rozpoczęta w lutym 1916 ofensywa pod Verdun. Plan ataku został opracowany przez generała. 
Porażka tego planu, ofensywa Brusiłowa na wschodzie i przystąpienie do wojny Rumunii poderwały zaufanie do Falkenhayna jako naczelnego wodza. W sierpniu 1916 roku generał został zdymisjonowany przez cesarza. Mianowano w zamian Hindenburga oraz Ludendorffa.
Falkenhayna mianowano dowódcą 9 Armii walczącej przeciwko Rumunii (wrzesień 1916 – czerwiec 1917) gdzie, wspólnie z Grupą gen. Augusta von Mackensena, odniósł znaczące sukcesy, pokonując armię rumuńską i zdobywając Bukareszt. Wiosną 1917 wyjechał do Turcji. Tam został wyznaczony na naczelnego dowódcę niemiecko-tureckiej Grupy Armii Yildirim w składzie: 6 i 7 Armii (47 tys. żołnierzy, 308 armat). W październiku w skład Grupy weszła 7 Armia turecka (dowódca: gen. Fevzi Pasza) i 8 Armia (dowódca do 2.XII.1917 gen. Friedrich Kress von Kressenstein), a w grudniu weszła 4 Armia turecka (dowódca: gen. Dżemal Pasza) po rozformowaniu grupy Wojsk „Syria”. Początkowo grupa wojsk Falkenhayna miała nacierać na opanowany przez Anglików Bagdad, jednak operacja nie doszła do skutku. W związku z operacją zaczepną wojsk brytyjskich w syryjsko-palestyńskim teatrze działań wojennych Grupę przerzucono na ten kierunek. W związku z niepowodzeniami w lutym 1918 został odwołany.  W dniu 9 czerwca 1917 roku został mianowany marszałkiem polnym armii osmańskiej
Po traktacie brzeskim Państw Centralnych z Rosją Sowiecką, kończącym działania wojenne na froncie wschodnim, dowodził od 5 marca 1918 niemiecką 10 Armią, zajmującą pozycje na białoruskim odcinku frontu wschodniego, z kwaterą dowódcy i sztabu w Grodnie. Oddziały Falkenhayna posuwały się z dotychczasowej linii frontu w kierunku Mińska, rozszerzając teren okupacyjny Ober-Ostu. Do 2 kwietnia wzięły do niewoli ok. 82 tys. żołnierzy rozsypującej się armii rosyjskiej, zdobyły ok. 800 tys. karabinów, ok. 10 tys. karabinów maszynowych, 3 mln pocisków i ok. 100 mln sztuk amunicji. Falkenhayn został wyznaczony na administratora wojennego białoruskiego obszaru Ober-Ostu. Odtworzył system administracji rosyjskiej na administrowanym terenie, walczył z partyzantką bolszewicką. Podpisany 11 listopada 1918 rozejm w Compiègne, kończący działania wojenne między Cesarstwem Niemieckim a Ententą unieważnił traktat brzeski, a Niemców zobowiązał do wycofania wojsk z okupowanych terenów Ober-Ostu. W związku z tymi postanowieniami, w listopadzie 1918 Falkenhayn rozpoczął ewakuację wojsk niemieckich z Białorusi (21.11 opuścił Połock, 22.11 – Rohaczów, 3.12 – Borysów, 10.12 – Mińsk). Do końca lutego 1919 wycofał wojska z całej Białorusi. Wojska niemieckie przekazywały opuszczane miejscowości Armii Czerwonej, pozostawiając znaczne ilości zapasów broni i materiału wojskowego. 28 lutego 1919 Falkenhayn zdał dowodzenie armią.
W 1919 roku przeszedł w stan spoczynku. W tym samym roku przeprowadził się do rodzinnego pałacu. W 1920 roku opublikował wspomnienia
Posiadał tytuł doktora honoris causa Uniwersytetu Fryderyka Wilhelma w Berlinie.
Zmarł w 1922 roku z powodu niewydolności nerek

## Odznaczenia
- Medal Chiński (China-Denkmünze) (1900)
- Pour le Mérite (16 lutego 1915)
  - Liście Dębu (3 czerwca 1915)
- Order Orła Czarnego (12 maja 1915)
- Krzyż Wielki Orderu Maksymiliana Józefa (26 czerwca 1915)